# 키프 (TV 애니메이션)
키프(영어: Kiff)는 2023년 3월 10일에 디즈니 채널에서 첫 방송이 되었다.

## 목소리 출연
한국어판
- 정혜원 - 키프 채틸러
- 이창민 - 배리 번스
- 서반석 - 마틴 채틸러
- 홍수정 - 베릴 채틸러
- 장미 - 메리 번스
- 박하진 - 테리 번스
- 이상준 - 해리 번스
- 기타 배역 - 박상훈, 이미나

## 우리말 연출
- 더빙 감독 : 강경훈
- 번역 : 큰나무미디어
- 한국어 제작 : Disney Charactor Voices International,Inc.
- 기획 : 월트디즈니컴퍼니코리아 유한책임회사